# 86th Airlift Wing

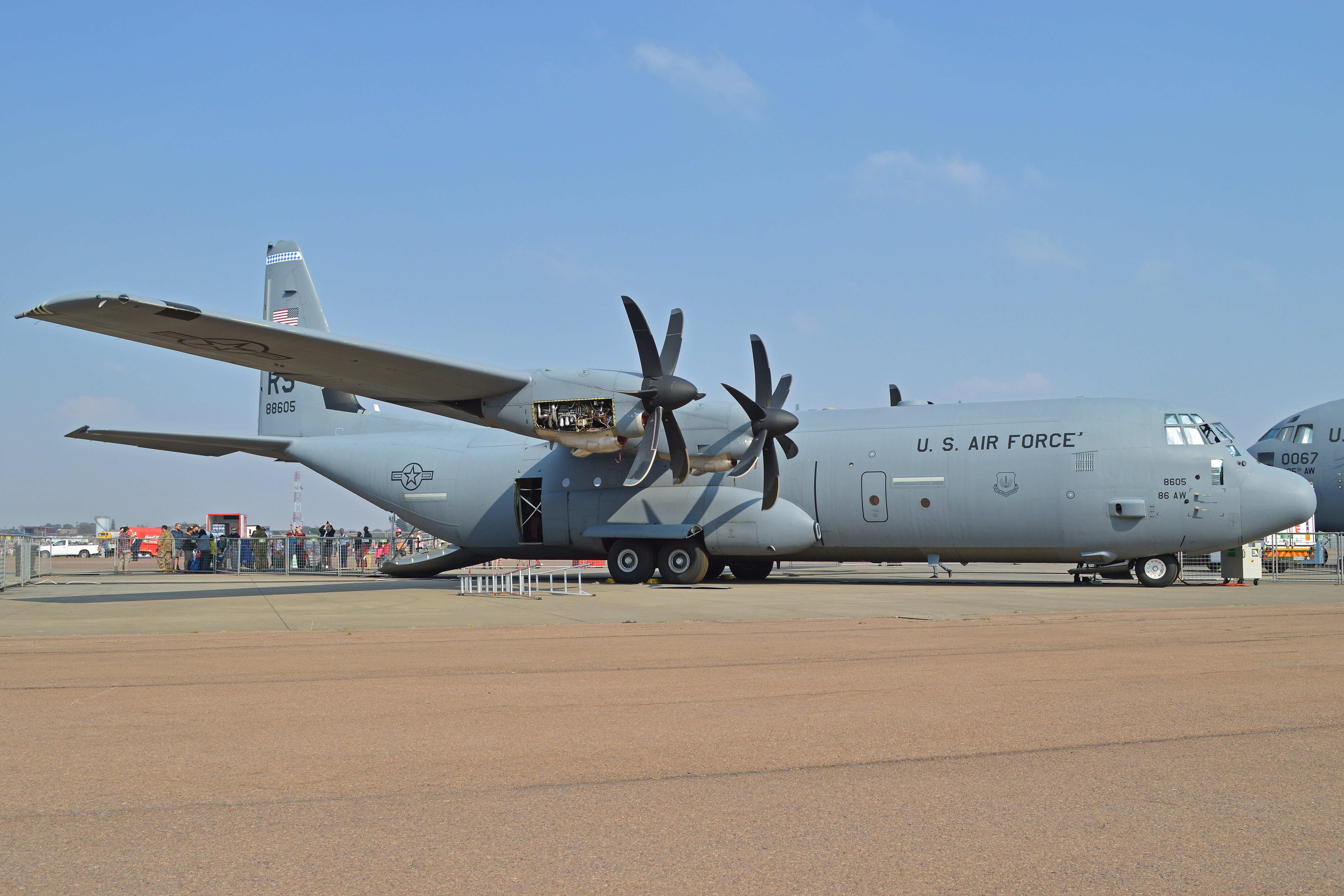
C-130J del 37th AS

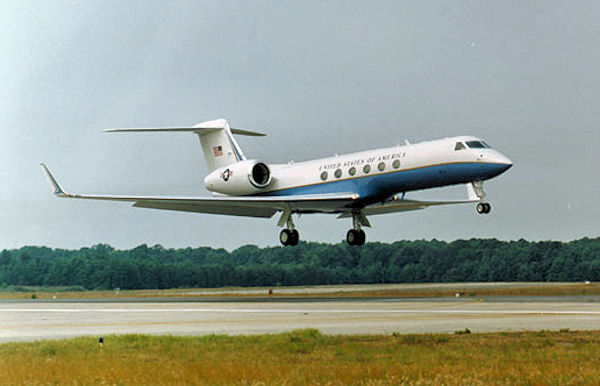
C-37A

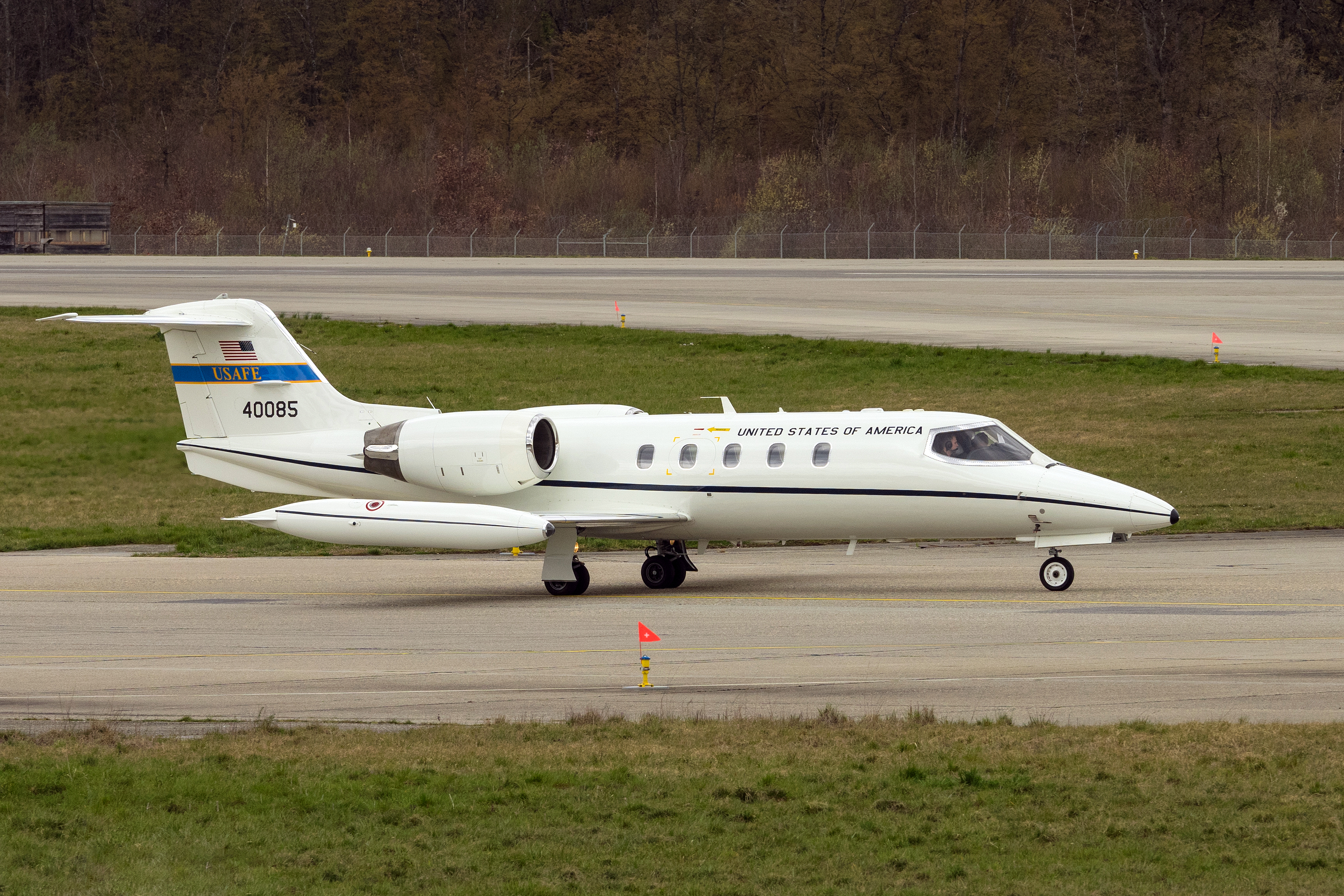
C-21A del 76th AS

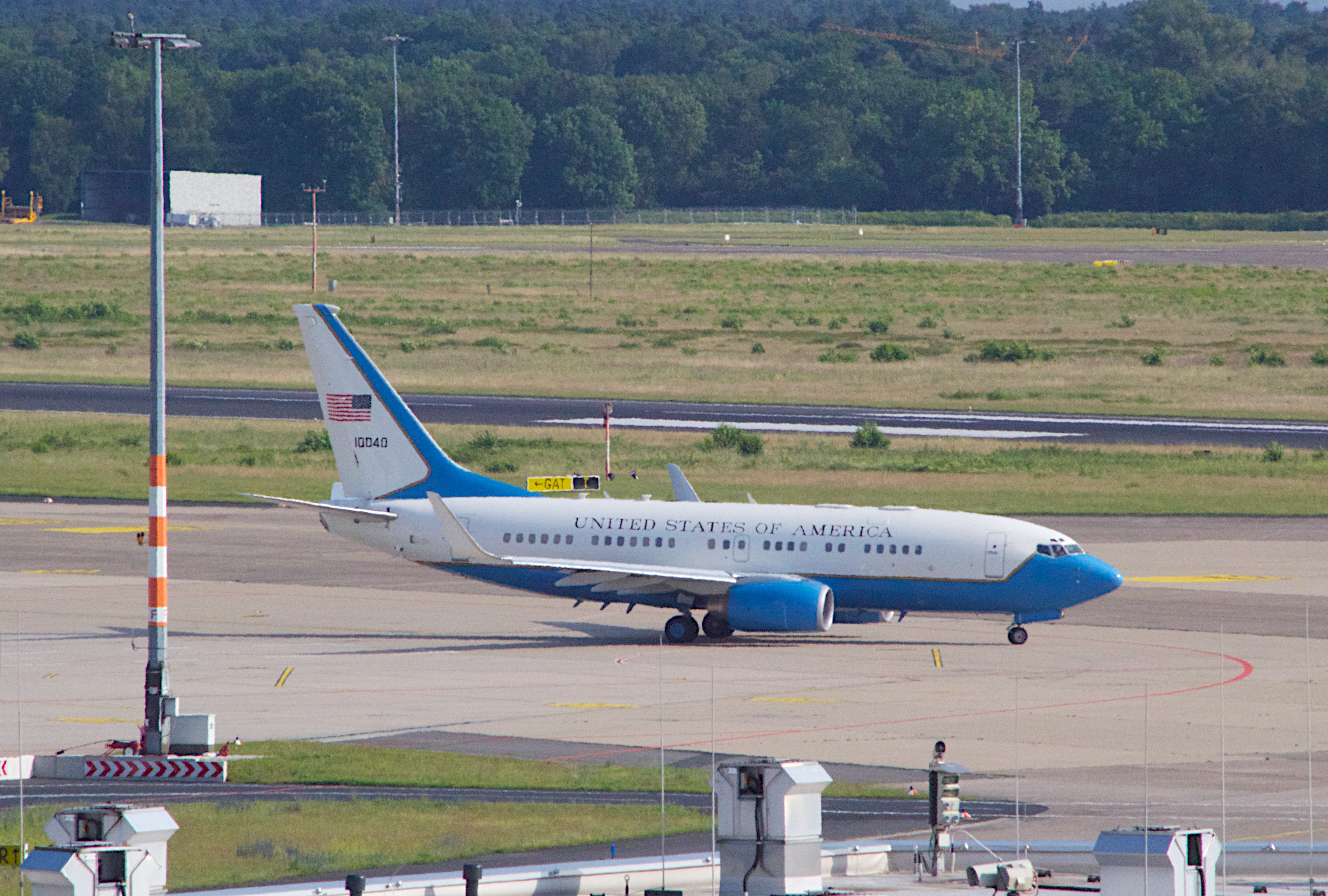
C-40B

Lo 86th Airlift Wing è uno stormo da trasporto delle United States Air Forces in Europe
, inquadrato nella Third Air Force. Il suo quartier generale è situato presso la Ramstein Air Base, Germania.

## Organizzazione
Attualmente, al maggio 2017, lo stormo controlla:
- 86th Operations Group
  - 86th Operations Support Squadron
  -  37th Airlift Squadron, codice visivo di coda RS - Equipaggiato con 14 C-130J
  -  76th Airlift Squadron - Equipaggiato con 5 C-21A e 3 C-37A
  -  309th Airlift Squadron, distaccato presso la Chievres Air Base, Belgio - Equipaggiato con un C-37A
- 86th Maintenance Group
  - 86th Aircraft Maintenance Squadron
  - 86th Maintenance  Squadron
  - 86th Maintenance Operations Squadron
- 86th Mission Support Group
  - 86th Communications Squadron
  - 86th Contracting Squadron
  - 86th Force Support Squadron
  - 86th Security Forces Squadron
- 86th Civil Engineer Group
  - 86th Civil Engineer Squadron
  - 786th Civil Engineer Squadron
- 86th Logistics Readiness Group
  - 86th Munitions Squadron
  - 86th Vehicle Readiness Squadron
  - 86th Material Maintenance Squadron
- 86th Medical Group
  - 86th Aeromedical Evacuation Squadron
  - 86th Aerospace Medical Squadron
  - 86th Dental Squadron
  - 86th Medical  Squadron
  - 86th Medical Operations Squadron
  - 86th Medical Support Squadron
- 86th Comptroller Squadron
- 65th Air Base Group, distaccato presso la base aerea di Lajes, Azzorre
  - 65th Civil Engineer Squadron
  - 65th Communications Squadron
  - 65th Comptroller Squadron
  - 65th Contracting Flight
  - 65th Force Support Flight
  - 65th Logistics Readiness Squadron
  - 65th Medical Aid Station
  - 65th Operations Support Squadron
  - 65th Security Forces Squadron
  - 729th Aerial Port Squadron - Operating Location A